# Herbert Simon
Herbert Alexander Simon (Milwaukee, EUA 1916 - Pittsburgh 2001) fou un economista nord-americà guardonat amb el Premi Nobel d'Economia l'any 1978. Vaproposar canvis fonamentals en les teories dominants tant en l'economia com en la psicologia.

## Biografia
Va néixer el 15 de juny de 1916 a la ciutat de Milwaukee, població situada a l'estat nord-americà de Wisconsin. Va estudiar en la Universitat de Chicago, on es graduà el 1936 i es doctorà el 1943 en ciències polítiques. Entre 1939 i 1942 fou director d'un grup de recerca a la Universitat de Berkeley i posteriorment l'Illinois Institute of Technology.
Morí el 9 de febrer de 2001 a la ciutat de Pittsburgh, situada a l'estat de Pennsilvània.

## Recerca econòmica
Va ser pioner en investigació sobre la forma en la qual han de prendre's decisions en organitzacions econòmiques complexes, com per exemple empreses públiques o multinacionals. En la seva obra Administrative Behavior: A Study of Decision-making Processes in Administrative Organization (1947) exposa, en contra de la concepció clàssica sobre l'existència d'uns responsables per prendre decisions que coneixen totes les opcions, que els humans tenen una racionalitat limitada que usen procediments de decisió heurístics per evitar les seves limitacions de temps i memòria, i elabora un model o procés racional d'adopció de decisions «satisfactòries». L'any 1978 fou guardonat amb el Premi Nobel d'Economia per la seva recerca, pionera, en el racionalització de les preses de decisió, sent considerat un dels investigadors més importants en el terreny interdisciplinari.

## Intel·ligència artificial i psicologia congnitiva
Pioner en l'estudi de la intel·ligència artificial, va desenvolupar al costat d'Allen Newell els programes informàtics Logic Theory Machine (1956) i General Problem Solver (1957), aquest últim possiblement el primer mètode estratègic de separació de problemes que aconseguia solucionar problemes particulars. Va proposar prescindir de la teoria de la caixa negra del conductisme que no permetia la consideració de processos interns connectant estímuls a respostes. El 1975 li fou concedit el Premi Turing concedit per la Association for Computing Machinery, juntament amb Allen Newell, per les seves contribucions bàsiques a la intel·ligència artificial, la psicologia cognitiva humana i el processament de llistes.

## Principal obra publicada
- 1947: Administrative Behavior: A Study of Decision-Making Processes in Administrative Organizations
- 1957: Models of Man
- 1958: Organizations, amb James G. March i Harold Guetzkow
- 1969: The Sciences of the Artificial
- 1972: Human Problem Solving, amb Allen Newell
- 1977: Models of Discovery: and other topics in the methods of science
- 1979: Models of Thought, volums 1 i 2.
- 1982: Models of Bounded Rationality, volums 1 i 2
- 1983: Reason in Human Affairs
- 1991: Models of My Life (Autobiografia)
- 1996: The Sciences of the Artificial
- 1987: Scientific Discovery: computational explorations of the creative processes
- 1997: An Empirically Based Microeconomics
- 1997: Models of Bounded Rationality, volum 3